# Petite rivière Shipshaw
Pour les articles homonymes, voir Shipshaw (homonymie).
La Petite rivière Shipshaw est un affluent de la rivière Péribonka, coulant dans le territoire non organisé de Passes-Dangereuses, dans la municipalité régionale de comté (MRC) de Maria-Chapdelaine, dans la région administrative de Saguenay-Lac-Saint-Jean, dans la Province de Québec, au Canada.
Le bassin versant de la Petite rivière Shipshaw est desservie par la route forestière R0252 qui longe la rive est de la rivière Péribonka ; quelques routes secondaires desservent la zone pour les besoins de la foresterie et des activités récréotouristiques,.
La foresterie constitue la principale activité économique du secteur ; les activités récréotouristiques, en second.
La surface de la Petite rivière Shipshaw est habituellement gelée de la fin novembre au début avril, toutefois la circulation sécuritaire sur la glace se fait généralement de la mi-décembre à la fin mars.

## Géographie
Les principaux bassins versants voisins de la Petite rivière Shipshaw sont :
- côté nord : lac Péribonka, rivière Duhamel, lac Margane ;
- côté est : ruisseau Boisvert, rivière Manouane, rivière Houlière, rivière du Castor-Qui-Cale, rivière à Georges, rivière Pipmuacan Ouest ;
- côté sud : rivière Manouane, rivière du Canal Sec ;
- côté ouest : rivière Péribonka, lac Péribonka, rivière Brodeuse.

La Petite rivière Shipshaw prend sa source d’un ruisseau de montagne (altitude : 541 m). Cette source est située dans le territoire non organisé de Passes-Dangereuses à 2,4 km au sud-est du lac Péribonka, à 18,4 km au nord du barrage à l’embouchure du lac Péribonka, à 44,8 km à l'ouest d’une baie du Nord-Ouest du réservoir Pipmuacan, à 78,2 km au nord-ouest du barrage à l’embouchure (côté sud) du lac Pamouscachiou, à 25,0 km au nord de l’embouchure de la Petite rivière Shipshaw,.
À partir de sa source, la Petite rivière Shipshaw coule sur 24,3 km, entièrement en zone forestière, généralement vers le sud, plus ou moins en parallèle à la rive est du lac Péribonka, selon les segments suivants :
- 4,8 km vers le sud-est jusqu’à la décharge (venant de l’est) du lac des Trois Canards ;
- 5,0 km vers le sud-est jusqu’à la rive nord du lac Margane ;
- 3,1 km vers le sud notamment en traversant sur le lac Margane (altitude : 410 m) sur sa pleine longueur, jusqu’à son embouchure. Dans ce secteur, la route forestière R0252 passe du côté est du lac ;
- 3,9 km vers le sud notamment en traversant sur 2,5 km la partie ouest du Petit lac Shipshaw (longueur : 3,8 km ; altitude : 395 m), jusqu’à son embouchure ;
- 4,5 km vers le sud notamment en traversant un lac non identifié (longueur : 2,0 km ; altitude : 361 m) jusqu’à son embouchure ;
- 3,0 km vers le sud en longeant la route forestière R0252 et en marquant un dénivelé de 97 m, jusqu’à son embouchure[2].

La Petite rivière Shipshaw se déverse sur la rive est de la rivière Péribonka dans une courbe de rivière, à :
- 12,0 km au sud-est de l’embouchure du lac Péribonka lequel est traversé vers le sud-est par la rivière Péribonka ;
- 29,6 km au nord-ouest d’une baie du réservoir Pipmuacan ;
- 55,3 km au nord-ouest du barrage à l’embouchure du lac Pamouscachiou (faisant partie du réservoir Pipmuacan) ;
- 34,6 km au nord-est de l’embouchure de la rivière Manouane ;
- 138 km au nord-est de l’embouchure de la rivière Péribonka (confluence avec le lac Saint-Jean)[2]

À partir de l’embouchure de la Petite rivière Shipshaw, le courant descend sur 180,9 km le cours de la rivière Péribonka vers le sud jusqu’à son embouchure, traverse sur 29,3 km vers l'est le lac Saint-Jean, puis emprunte le cours de la rivière Saguenay vers l'est jusqu'à la hauteur de Tadoussac où il conflue avec le fleuve Saint-Laurent.

## Toponymie
Le toponyme de « Petite rivière Shipshaw » a été officialisé le 9 septembre 1989 à la Banque des noms de lieux de la Commission de toponymie du Québec.